# Delphine Klopfenstein Broggini

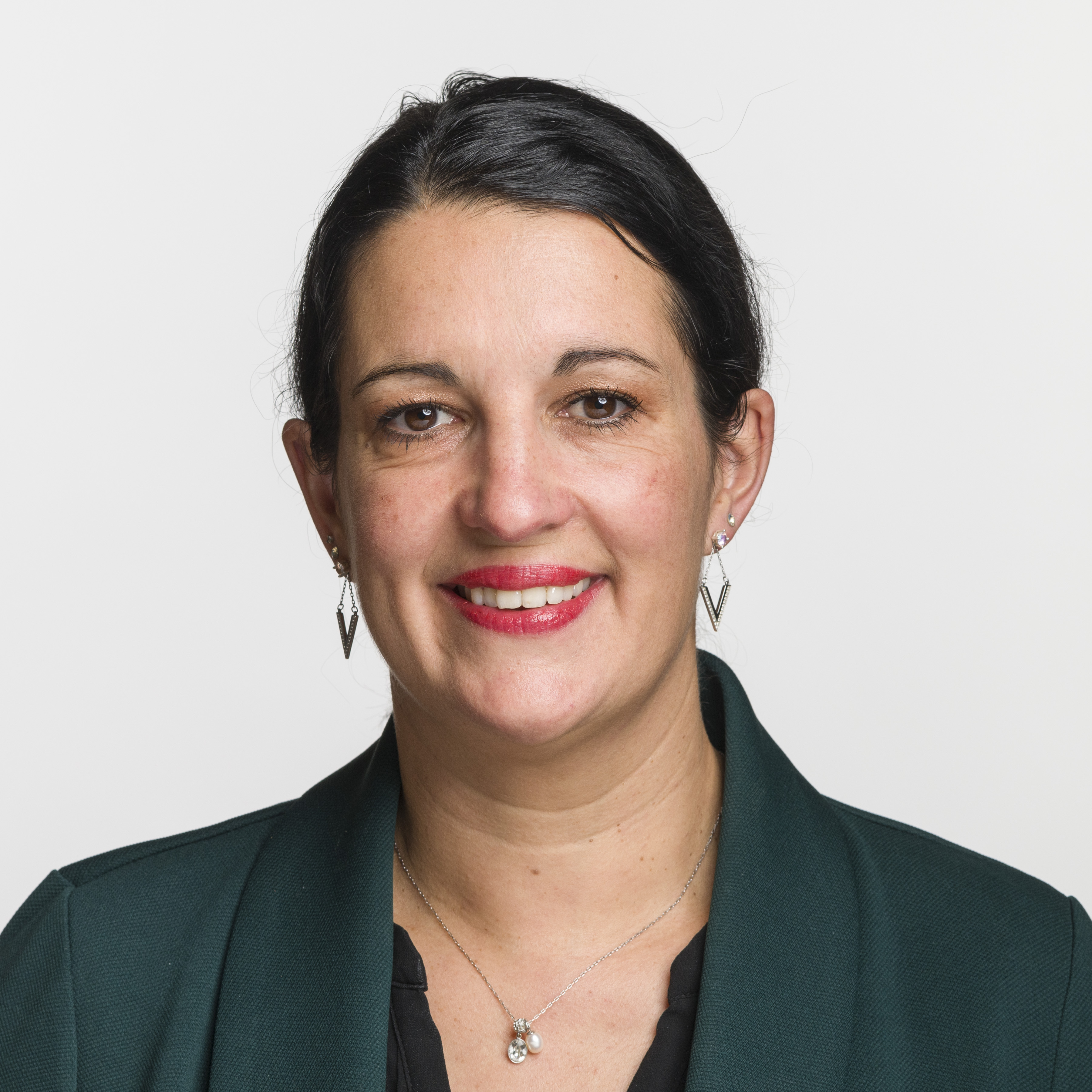
Delphine Klopfenstein Broggini (2019)

Delphine Klopfenstein Broggini (* 9. Juni 1976 in Bern; heimatberechtigt in Losone und Adelboden) ist eine Schweizer Politikerin (Grüne) und Präsidentin von Pro Velo Schweiz.

## Leben
Klopfenstein Broggini ist Soziologin und arbeitet als Co-Generalsekretärin der Grünen des Kantons Genf. Sie ist verheiratet, hat zwei Kinder und lebt in Versoix.

## Politik
Sie ist seit 2013 stellvertretendes Mitglied und seit 2015 Mitglied des Grossen Rates des Kantons Genf, wo sie Mitglied der Kommission für Gemeinde-, Regions- und Staatsangelegenheiten ist. Sie ist zudem Delegierte des Grossen Rates in der Mobilitätskommission des schweizerisch-französischen Rates der Region Léman.
Bei den nationalen Parlamentswahlen vom 20. Oktober 2019 wurde sie für die Grünen in den Nationalrat gewählt. Dort ist sie (Stand April 2022) Mitglied der Kommission für Umwelt, Raumplanung und Energie und der Legislaturplanungskommission 2019–2023 sowie der Delegation für die Beziehungen zum französischen Parlament.
Sie ist Vorstandsmitglied der Grünen Schweiz, der Beratungsstelle für Frauen und Familien F-Information in Genf sowie von Pro Natura Genf. Des Weiteren ist sie Mitglied des Patronatskomitees von Aqua Viva. Am 30. November 2024 wurde sie zur Präsidentin von Pro Velo Schweiz gewählt.